# Crataegus membranacea
Crataegus membranacea är en rosväxtart som beskrevs av Charles Sprague Sargent. Crataegus membranacea ingår i hagtornssläktet som ingår i familjen rosväxter. Inga underarter finns listade i Catalogue of Life.